# Здзіслав Ян Замойський
Здзіслав Ян Замойський (пол. Zdzisław Jan Zamoyski; д/н — 1670) — державний діяч Речі Посполитої.

## Життєпис
Походив з польського магнатського роду Замойських (його молодшої гілки) гербу Єліта. Третій син Яна Замойського, стражника великого коронного, та Ганни (доньки князя Костянтина Вишневецького). Народився приблизно в 1590-х роках.
Замолоду пошлюбив представницю впливового роду Лянцкоронських. Згодом просувався переважно державними щаблями. 1619 року в битві з татарами гине його батько.
1646 року призначається підстолієм львовським. Брав участь у війні проти українського повсталого війська під проводом Богдана Хмельницького. 1649 року під час облоги Збаражу козаками помер його син Миколай.
1656 року Здзіслав Ян Замойський призначається каштеляном чернігівським. Втім це була номінальною посада, оскільки Черніговом володіли козаки. 1666 року брав участь у засіданні сейму королівства. Помер 1670 року.

## Родина
Дружина — Анна Софія, донька Миколая Лянцкоронського, хорунжого.
Діти:
- Маріанна (д/н—1688), дружина Дмитра Юрія Вишневецького, гетьмана великого коронного, князя
- Миколай (д/н—1649)
- Єфросинія, дружина Станіслава Синицького, судді Перемишльський землі
- Марцин (бл. 1637—1689), воєвода Брацлавський
- Ян Казимир (д/н — 1692), воєвода белзький.